# Projekt 69
Projekt 69 (ryska: Тяжёлые крейсера проекта 69), även känd som Kronsjtadt-klass, var en sovjetisk fartygklass bestående av slagkryssare. Klassens beställdes för den sovjetiska flottan under sena 1930-talet. Två fartyg påbörjades men ingen slutfördes på grund av andra världskriget. Dessa fartyg hade en komplicerad och utdragen designprocess som hämmades av ständigt förändrade krav och den stora utrensningen 1937. Fartygen kölsträcktes 1939 med ett beräknad slutdatum 1944, men Stalins militära konstruktionsprogram visade sig vara mer än skeppsbyggeri och försvarsindustri kunde hantera. Prototyper av bestyckningen och maskineriet hade inte ens slutförts den 22 juni 1941, nästan två år efter byggstart. Det är därför sovjeterna köpte tolv 38-centimeter (15,0 tum) SK C/34-kanoner på överskott, och deras två kanontorn, liknande de som används på slagskeppen i Bismarck-klassen, från Tyskland 1940. Fartygen var delvis omdesingade för att rymma dem efter byggnadsnationen redan hade redan påbörjats, men inga kanontorn levererats före Operation Barbarossa.
Bara Kronsjtadts skrov överlevde kriget rimligt intakt och var cirka 10% klar 1945. Hon bedömdes vara föråldrad och Sovjet ansåg att omvandla henne till ett hangarfartyg, men idén förkastades och båda skroven skrotades 1947.